# AmigaOne

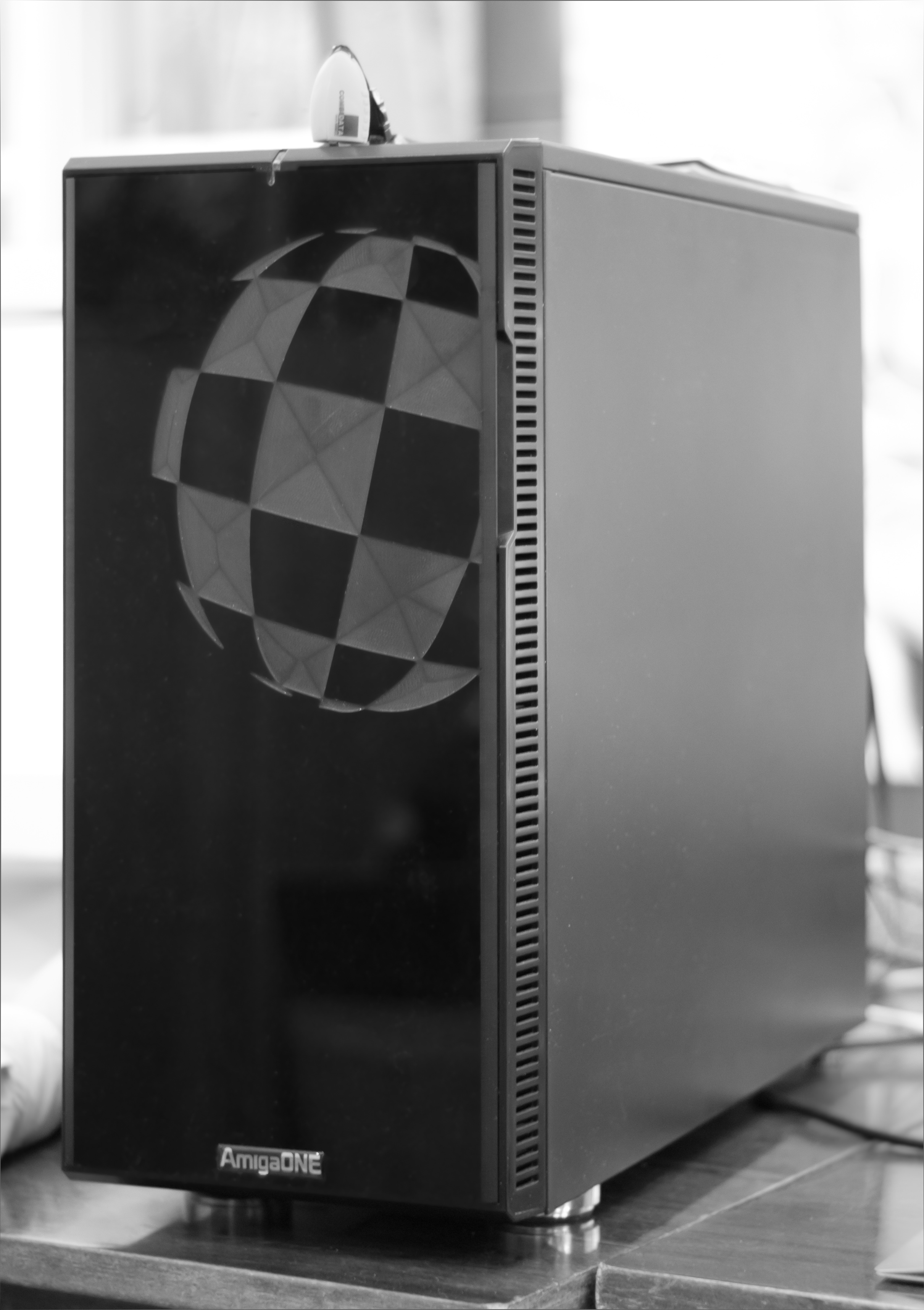
AmigaOne X1000

AmigaOneは、PowerPC Open PlatformをベースとしたAmigaOS 4.0を動作させるためのプラットフォーム。旧来の680x0系のAmigaとは異なる新たなアーキテクチャであるため古いAmigaOS 3.xは直接動作しない。
当初は、APUS(Amiga Power Up System)のようなA1200またはA4000を拡張するハードウェアとして企画された際にAmigaOneの名が登場するが、これは開発中止となった。その後、AmigaOneの名称を引き継いで、PowerPC Open Platformをベースとした、MPUにはPowerPC G3またはPowerPC G4を搭載したメインボードとして商品化された。
発売時点でAmigaOS 4.0の開発が間に合わず後日リリースされたら無償提供するという条件で、とりあえずSuSE Linux for PowerPCまたはDebian for PowerPCが添付されて出荷された。結局AmigaOS 4.0のリリースを待つことなく生産終了してしまったが、2006年12月24日にAmigaOne向けのAmigaOS 4.0がリリースされると、AmigaOneユーザーにはAmigaOS 4.0のISOイメージをダウンロードする形で提供された。